# Meletios (Metaxakis)
Meletios (světským jménem: Emmanouil Metaxakis; 21. září 1871, Parsas – 28. července 1935, Curych) byl řecký pravoslavný duchovní, biskup, v letech 1921–1923 patriarcha konstantinopolský a v letech 1926–1935 patriarcha alexandrijský. Předtím také působil jako arcibiskup athénský a celého Řecka.
Byl jediným člověkem v historii, který vedl za svůj život tři autokefální církve.

## Život
Narodil se 21. září 1871 ve vesnici Parsas.
Roku 1889 nastoupil na bohoslovecký seminář Svatého Kříže v Jeruzalémě, kde studoval až do jeho dočasného uzavření roku 1891.
Roku 1891 byl metropolitou táborským Spyridonem (Efthymiou) postřižen na monacha a přijal mnišské jméno Meletios a rukopoložen na hierodiakona. Po obnovení semináře pokračoval ve studiu. Mezitím byl rukopoložen na jeromonacha.
Roku 1900 dokončil studium a jeruzalémský patriarcha Damianos jej jmenoval sekretářem Svatého synodu jeruzalémského patriarchátu.
Roku 1908 jej patriarcha Damianos vyloučil spolu s archimandritou Chrysostomem (Papadopoulosem) za aktivity proti Božímu Hrobu z Bratrstva Svatého Hrobu.
Podle historika Alexandra Zervoudakise navštívil Meletios roku 1909 Brity okupovaný Kypr a zde spolu s dalšími dvěma duchovními vstoupil ke Svobodným zednářům.
V únoru 1910 získal povolení patriarchy Damiana přestoupit do jurisdikce Kyperské pravoslavné církve. Zde byl zvolen metropolitou kitionským a 4. dubna proběhla jeho biskupská chirotonie. Jedním z prvních činů metropolity bylo zřízení bohosloveckého semináře v Larnace. Z jeho iniciativy vznikla také obchodní škola v Larnace a zemědělská škola v Lemesu.
Po smrti konstantinopolského patriarchy Ioakeima III. předložil svou kandidaturu na patriarchální trůn ale ta byla zamítnuta.
Roku 1916 se přestěhoval do Řecka. S podporou řeckého předsedy vlády Eleftheria Venizelose byl roku 1918 zvolen arcibiskupem athénským a celého Řecka.
Poté, co roku 1920 Venizelos dokončil své období předsedy, byl Meletios 20. listopadu odstraněn z arcibiskupského stolce a vyhoštěn na ostrov Zakynthos. V únoru 1921 odešel do USA. Duchovenstvo ve Spojených státech jej uznalo za legitimního athénského arcibiskupa a dohlížel zde na zřízení řecké archiepiskopie Amerika.
Roku 1921 byl konstantinopolským patriarchou zvolen metropolita Germanos (Karavangelis), pro kterého hlasovalo 16 ze 17 členů Svatého synodu. Podle jeho svědectví k němu dorazila jistá delegace, která mu řekla, že Meletios má možnost přispět 100 000 dolarů pro potřeby patriarchátu, a proto národní zájmy požadují, aby byl zvolen patriarchou. Ten nabídku přijal pro dobro lidí. Po jeho zvolení byl Svatý synod zcela obměněn jinými hierarchy. Na schůzi hierarchů v Soluni (7 členů Svatého synodu a asi 60 hierarchů) byla volba patriarchy Meletia prohlášena za nekanonickou. Alexandrijský, Antiochijský a Jeruzalémský patriarchát toto prohlášení podpořil.
K jeho volbě došlo dne 25. listopadu 1921. Bez souhlasu Osmanské vlády dorazil na lodi s byzantskou vlajkou do Konstantinopole, tehdy obsazeného Trojdohodou.
Jedním z jeho prvních činů bylo zrušení tomosu patriarchy Ioakeima III. z roku 1908, kdy vrátil řecké farnosti Americké archiepiskopie pod Konstantinopolský patriarchát. Tento akt nebyl v Řecku uznán.
V březnu 1922 vydal tomos o právu Konstantinopole na přímý dohled a řízení všech pravoslavných farností bez výjimky, nacházejících se mimo místní pravoslavné církve.
V březnu 1923 zasáhl do dění Polské pravoslavné církve, kdy schválil volbu Dionisije (Valedinského) za metropolitu varšavského.
Dne 7. července 1923 přijal do své jurisdikce církev v Estonsku (dříve revelská eparchie Ruské pravoslavné církve), a tím vznikla autonomní metropolie Estonsko.
Od 10. května do 8. června 1923 se z jeho iniciativy a pod jeho předsednictvím konal v Konstantinopoli Všepravoslavný koncil.
Dne 8. července 1923 vysvětil na biskupa estonského kněze Hermana (Aava), který se stal prvním primasem autonomní Finské pravoslavné církve. Proti vytvoření autonomní církev protestovala Ruská pravoslavná církev a Ruská pravoslavná církev v zahraničí.
Jako patriarcha odsoudil renovacionismus, který započal roku 1922 v Rusku.
Dne 10. července 1923 byl nucen pod záminkou nemoci kvůli nespokojenosti kléru i laiků opustit Konstantinopol a odejít na Athos. Dne 20. září téhož roku pod tlakem řecké vlády a athénského arcibiskupa Chrysostoma I. byl nucen rezignovat.
Dne 20. května 1926 byl zvolen patriarchou alexandrijským. Za jeho patriarchátu v alexandrijské církvi byl přijat novojuliánský kalendář a byly vypracovány dokumenty, které jsou i nadále základem struktury církve. Posílil jurisdikci patriarchátu nad celou Afrikou. Pro vzdělání kléru zřídil roku 1928 teologickou školu svatého Atanáše, která byla roku 1934 přeměněna na vyšší duchovní a pedagogický seminář. Za jeho období probíhala aktivní výstavba nových chrámů a dobročinných institucí.
Roku 1930 se zúčastnil Lambethské konference, kde vyjednal jednotu mezi pravoslavnými a anglikány a uznal platnost jejich svěcení.
Zemřel 28. července 1935 v Curychu. Pohřben byl v Káhiře.